# Pentobesa basitincta
Pentobesa basitincta är en fjärilsart som beskrevs av Paul Dognin 1908. Pentobesa basitincta ingår i släktet Pentobesa och familjen tandspinnare. Inga underarter finns listade i Catalogue of Life.